# Подоляка Валентина Леонідівна
Валенти́на Леоні́дівна Подоля́ка (до шлюбу Омельченко, нар. 1952) — українська лікар-терапевт, доктор медичних наук, заслужений лікар України (2002).

## Життєпис
Після закінчення Донецького медичного інституту (1977) вступила на заочну аспірантуру Київського інституту гігієни праці та профзахворювань.
З 1977 року працює в центральної міської клінічної лікарні № 3 міста Донецьк дільничим терапевтом.
З 1993 року — головний лікар центральної міської клінічної лікарні № 3 міста Донецьк.

## Науковий доробок
Подоляка Валентина Леонідівна — авторка понад 100 наукових праць.
У 2008 р. захистила докторську дисертацію на тему: «Наукове обґрунтування моделі оптимізації стаціонарної допомоги у великому промисловому місті».

## Нагороди і почесні звання
- Доктор медичних наук.
- Заслужений лікар України (2002).
- Ювілейна медаль «10 років незалежності України».
- Почесна грамота Верховної Ради України.